# Il giorno che verrà
Il giorno che verrà è un EP di genere rock dei Clan Destino, uscito il 6 gennaio 2010, in occasione del XIV raduno del fan club di Luciano Ligabue.

## Descrizione
Il "mini album" contiene un brano completamente nuovo, la title track, quattro inediti scritti nel tempo di attività del gruppo negli anni novanta, una versione elettrica di Lui non ci sarà, e una versione live di Per gli amici.

## Tracce
1. Il giorno che verrà
2. Nato per dire no
3. Generazione X
4. Vado all'Est
5. Aspetti Godot
6. Lui non ci sarà
7. Per gli amici

## Formazione
- Gigi Cavalli Cocchi - batteria
- Max Cottafavi - chitarra
- Gianfranco Fornaciari - voce e tastiere
- Luciano Ghezzi - basso
- Giovanni Marani - tastiere
- Fabrizio Palermo - basso in Per gli amici